# Bakaye Traoré
Bakaye Traoré (* 6. března 1985, Bondy) je ve Francii narozený malijský fotbalový záložník a reprezentant. Dříve hrál jednu sezonu i italském klubu AC Milán. Převážnou část kariéry hrál v rodné zemi Francie. Byl i reprezentantem Africké země Mali.

## Přestupy
- - z Amiens SC do AS Nancy zadarmo
  - z AS Nancy do AC Milán zadarmo
  - z AC Milán do Bursaspor zadarmo

## Statistiky
| Sezóna  | Klub                | Liga      | Liga   | Liga | Ligové poháry | Ligové poháry | Ligové poháry | Kontinentální poháry | Kontinentální poháry | Kontinentální poháry | Celkem | Celkem |
| Sezóna  | Klub                | Soutěž    | Zápasy | Góly | Soutěž        | Zápasy        | Góly          | Soutěž               | Zápasy               | Góly                 | Zápasy | Góly   |
| ------- | ------------------- | --------- | ------ | ---- | ------------- | ------------- | ------------- | -------------------- | -------------------- | -------------------- | ------ | ------ |
| 2004/05 | Amiens SC           | Ligue 2   | 2      | 0    | FP+FLP        | 0+0           | 0             | -                    | 0                    | 0                    | 2      | 0      |
| 2005/06 | Amiens SC           | Ligue 2   | 22     | 0    | FP+FLP        | 1+1           | 0             | -                    | 0                    | 0                    | 24     | 0      |
| 2006/07 | Amiens SC           | Ligue 2   | 17     | 0    | FP+FLP        | 1+1           | 0             | -                    | 0                    | 0                    | 19     | 0      |
| 2007/08 | Amiens SC           | Ligue 2   | 31     | 6    | FP+FLP        | 4+3           | 2+1           | -                    | 0                    | 0                    | 38     | 9      |
| 2008/09 | Amiens SC           | Ligue 2   | 34     | 8    | FP+FLP        | 1+1           | 0+1           | -                    | 0                    | 0                    | 36     | 9      |
| 2009/10 | AS Nancy            | Ligue 1   | 22     | 1    | FP+FLP        | 1+1           | 0             | -                    | 0                    | 0                    | 24     | 1      |
| 2010/11 | AS Nancy            | Ligue 1   | 29     | 5    | FP+FLP        | 3+1           | 0             | -                    | 0                    | 0                    | 33     | 5      |
| 2011/12 | AS Nancy            | Ligue 1   | 22     | 5    | FP+FLP        | 1+0           | 0             | -                    | 0                    | 0                    | 23     | 5      |
| 2012/13 | AC Milán            | Serie A   | 7      | 0    | IP            | 1             | 0             | LM                   | 1                    | 0                    | 9      | 0      |
| 2013/14 | Kayseri Erciyesspor | Süper Lig | 25     | 1    | TP            | 2             | 0             | -                    | 0                    | 0                    | 27     | 1      |
| 2014/15 | Bursaspor           | Süper Lig | 10     | 0    | TP            | 6             | 2             | EL                   | 2                    | 0                    | 18     | 2      |
| 2015/16 | Bursaspor           | Süper Lig | 8      | 1    | TP            | 5             | 2             | -                    | 0                    | 0                    | 13     | 3      |
| Celkově | Celkově             | Celkově   | 229    | 27   | -             | 34            | 8             | -                    | 3                    | 0                    | 266    | 35     |

## Úspěchy

### Reprezentační
- 2× účast na Africkém poháru národů (2010, 2012 - bronz)